# Lewis Bowen
Pour les articles homonymes, voir Bowen.
Lewis Bowen (né en 1972) est un mathématicien américain, spécialisé dans le domaine des systèmes dynamiques.

## Carrière
Après avoir obtenu son B.Sc. en mathématiques à l'Université du Texas à Austin en 1997, il y obtient son doctorat en mathématiques en 2002, sous la direction de Charles Lewis Radin, avec une thèse intitulée « Density in Hyperbolic Spaces ».
Il est (en 2017) professeur de mathématiques à l'Université du Texas à Austin.

## Prix et distinctions
En 2017 il est lauréat du Prix Brin, pour la création de la théorie de l'entropie pour une large classe de groupes non moyennables et sa solution du problème d'isomorphisme pour les actions de Bernoulli de tels groupes. La même année il bénéficie d'une bourse d'études Simons.

## Publications
- Dynamical systems and group actions